# Grã-Bretanha nos Jogos Olímpicos de Inverno de 1992
A Grã-Bretanha competiu nos Jogos Olímpicos de Inverno de 1992, realizados em Albertville, França.